# Конгрегация католического образования
Конгрегация католического образования, иначе называемая Конгрегацией семинарий и учебных заведений (лат. Congregatio de Institutione Catholica de Seminariis atque Studiorum Institutis) – одна из бывших девяти конгрегаций Римской курии.
Последними кто возглавляли конгрегацию были: кардинал-префект Джузеппе Версальди, секретарь — архиепископ Анджело Винченцо Дзани, заместитель секретаря — священник Фридрих Бехина.

## История
Римско-католическая Церковь всегда уделяла особое внимание образованию. Первые университеты возникли на основе кафедральных школ и утверждались папскими буллами.
Официально Конгрегация была создана папой римским Сикстом V и носила название Конгрегация по делам римского университетского образования. Папа Лев XII апостольской конституцией Quod divina sapientia docet от 28 августа 1824 года учредил Конгрегацию Образования (лат. Congregatio Studiorum), поручив ей надзор за школами Церковного государства. Папа Пий X расширил компетенцию Конгрегации на университеты и факультеты, дающие академические научные степени от имени Святого Престола. 
Конгрегация католического образования упразднена 5 июня 2022 года введением апостольской конституции «Praedicate Evangelium» путём слияния Конгрегации с Папским советом по культуре в Дикастерию культуры и образования.

## Структура и обязанности
Папа Павел VI апостольской конституцией Regimini Ecclesiae universae в 1967 году изменил её название на Конгрегацию Католического Образования (лат. Congregatio pro Institutione Catholica) и разделил на три управления:
- семинарий;
- католических университетов;
- католических школ.

В её ведении находятся институты подготовки священников и светские учебные заведения, подчиненные церковной власти. В состав Конгрегации входит Папская организация по призванию к священству.

## Кардиналы-префекты
- Франческо Бертаццоли (28 августа 1824 — 7 апреля 1830);
- Джачинто Плачидо Дзурла — (3 июля 1830 — 29 октября 1834);
- Луиджи Ламбрускини — (21 ноября 1834 — 20 мая 1845);
- Джузеппе Гаспаро Меццофанти — (23 мая 1845 — 10 апреля 1848);
- Карло Виццарделли — (10 апреля 1848 — 24 мая 1851);
- Раффаэле Форнари — (7 июня 1851 — 15 июня 1854);
- Джованни Брунелли — (23 июня 1854 — 18 сентября 1856);
- Винченцо Сантуччи — (14 ноября 1856 — 19 августа 1861);
- Карл Август фон Райзах — (25 сентября 1861 — 22 декабря 1869);
- Аннибале Капальти — (3 января 1870 — 18 октября 1877);
- Лоренцо Нина — (19 октября 1877 — 9 августа 1878);
- Антонио Саверио Де Лука — (13 августа 1878 — 28 декабря 1883);
- Джузеппе Печчи — (16 февраля 1884 — 29 октября 1887);
- Томмазо Мария Дзильяра — (28 октября 1887 — 10 мая 1893);
- Камилло Маццелла — (22 июня 1893 — 10 мая 1893);
- Франческо Сатолли — (21 июля 1897 — 8 января 1910);
- Беньямино Кавиккьони — (1 марта 1910 — 17 апреля 1911);
- Франческо ди Паола Кассетта — (3 июня 1911 — 3 января 1914);
- Бенедетто Лоренцелли — (13 февраля 1914 — 15 сентября 1915);
- Гаэтано Бислети — (1 декабря 1915 — 30 августа 1937);
- Джузеппе Пиццардо — (14 марта 1939 — 13 января 1968);
- Габриэль-Мари Гаррон — (17 января 1968 — 15 января 1980);
- Уильям Уэйкфилд Баум — (15 января 1980 — 6 апреля 1990);
- Пио Лаги — (про-префект 6 апреля 1990 — 1 июля 1991, префект 1 июля 1991 — 15 ноября 1999);
- Зенон Грохолевский — (15 ноября 1999 — 31 марта 2015);
- Джузеппе Версальди — (31 марта 2015 — 5 июня 2022).

### Секретари с 1913 года
- епископ Джакомо Синибальди — (15 мая 1913 — 1928);
- монсеньор Эрнесто Руффини — (28 октября 1928 — 11 октября 1945);
- архиепископ Джузеппе Россино — (1945 — 31 декабря 1949);
- архиепископ Карло Конфалоньери — (25 января 1950 — 15 декабря 1958);
- архиепископ Дино Стаффа — (18 декабря 1958 — 7 апреля 1967);
- архиепископ Йозеф Шрёффер — (17 мая 1967 — 20 мая 1976);
- архиепископ Антонио Мария Хавьерре Ортас, S.D.B. — (20 мая 1976 — 26 мая 1988)
- архиепископ Жозе Сарайва Мартинш, C.M.F. (26 мая 1988 — 30 мая 1998);
- архиепископ Джузеппе Питтау, S.J. — (11 июля 1998 — 25 ноября 2003);
- архиепископ Джон Миллер, C.S.B. — (25 ноября 2003 — 1 июня 2007);
- архиепископ Жан-Луи Брюге, O.P. — (10 ноября 2007 — 26 июня 2012);
- архиепископ Анджело Винченцо Дзани — (9 ноября 2012 — 5 июня 2022).